# 上野村 (沖縄県)
上野村（うえのそん）は、沖縄県の宮古島にあった村。
2005年10月1日に平良市・城辺町・下地町・伊良部町と合併し、宮古島市となり廃止。村役場は字上野に置かれ、合併後は宮古島市役所上野庁舎となった。

## 歴史
- 明治の末期まで上野村域は宮国・新里・野原が砂川間切、嘉手苅が下地間切だった。
- 1873年（明治6年）7月 - ドイツ商船遭難。
- 1893年（明治26年） - 野原から千代田、宮国から大嶺が分立。
- 1908年（明治41年）4月1日 - 島嶼町村制により下地村となる。
- 1948年（昭和23年）8月1日 - 下地村東部の宮国・新里・野原・嘉手苅の一部が同村から分村し、上野村となる。
- 2005年（平成17年）10月1日 - 平良市・城辺町・下地町・伊良部町と合併、宮古島市となる。上野村は廃止した。

## 隣接していた自治体
いずれも現在の宮古島市
- 平良市
- 城辺町
- 下地町（下地村から上野村が分村した5ヶ月後に町に昇格）

## 現在の宮古島市上野地域

### 交通
道路
- 国道390号
- 沖縄県道190号平良新里線
- 沖縄県道197号嘉手苅屋原線
- 沖縄県道201号友利線
- 沖縄県道202号宮国線
- 沖縄県道235号保良上地線
- 沖縄県道246号城辺下地線

### 教育
- 宮古島市立上野中学校
- 宮古島市立上野小学校

## 名所・旧跡・祭事
- 湧水
  - 宮国のアナ井とアマ井
  - 前ぬ井、後ぬ井
- うえのドイツ文化村

## 関連事項
- 沖縄県の廃止市町村一覧